# Magur (Micronesia)
Magur (en chuukés: Makur) es un municipio de Estados Federados de Micronesia, en el estado de Chuuk.